# Rambo: First Blood Part II (soundtrack)
Rambo: First Blood Part II is de originele soundtrack, gecomponeerd en gedirigeerd door Jerry Goldsmith voor de film Rambo: First Blood Part II uit 1985 van George P. Cosmatos. Het album werd uitgebracht in 1985 door Varèse Sarabande.
De partituur werd uitgevoerd door het National Philharmonic Orchestra en opgenomen in de CBS Studios in Londen. De muziek is opgenomen door Mike Ross en gemixt door Bruce Botnick. Goldsmith maakte ook veel gebruik van elektronische gesynthetiseerde elementen. Het hoofdnummer wordt gezongen door Sylvester Stallone's broer, singer-songwriter Frank Stallone.
Een uitgebreide geremasterde versie werd in 1999 uitgebracht door Silva Screen.

## Tracklijst
Alle muziek is geschreven door Jerry Goldsmith, tenzij anders aangegeven.
| 1.                 | Main Title                                                                                            | 2:14 |
| 2.                 | Preparation                                                                                           | 1:19 |
| 3.                 | The Jump                                                                                              | 3:21 |
| 4.                 | The Snake                                                                                             | 1:54 |
| 5.                 | Stories                                                                                               | 3:30 |
| 6.                 | The Cage                                                                                              | 3:59 |
| 7.                 | Betrayed                                                                                              | 4:26 |
| 8.                 | Escape from Torture                                                                                   | 3:41 |
| 9.                 | Ambush                                                                                                | 2:48 |
| 10.                | Revenge                                                                                               | 6:17 |
| 11.                | Blowed Down                                                                                           | 1:05 |
| 12.                | Pilot Over                                                                                            | 1:55 |
| 13.                | Home Flight                                                                                           | 3:01 |
| 14.                | Day by Day                                                                                            | 2:08 |
| 15.                | Peace in Our Life – Frank Stallone (geschreven door Frank Stallone, Jerry Goldsmith en Peter Schless) | 3:20 |
| Totale duur: 44:58 | |      |

Op vinyl staat het nummer "Peace in Our Life" tussen "Betrayed" en "Escape from Torture", waardoor "Day by Day" het laatste nummer werd.

### Uitgebreide uitgave (Silva Screen, 1999)
1. Main Title (2:14)
2. The Map (1:09)
3. Preparations (1:18)
4. The Jump (3:19)
5. The Snake (1:49)
6. The Pirates (1:29)
7. Stories (3:27)
8. The Camp / Forced Entry (2:24)
9. The Cage (3:57)
10. River Crash / The Gunboat (3:37)
11. Betrayed (4:24)
12. Bring Him Up / The Eyes (2:06)
13. Escape from Torture (3:41)
14. Ambush (2:47)
15. Revenge (6:16)
16. Bowed Down (1:06)
17. Pilot Over (1:54)
18. Village Raid / Helicopter Flight (4:55)
19. Home Flight (3:02)
20. Day by Day (2:08)
21. Peace in Our Life – Frank Stallone (3:19)

Totale duur: 60:32